# Haderslev Dam

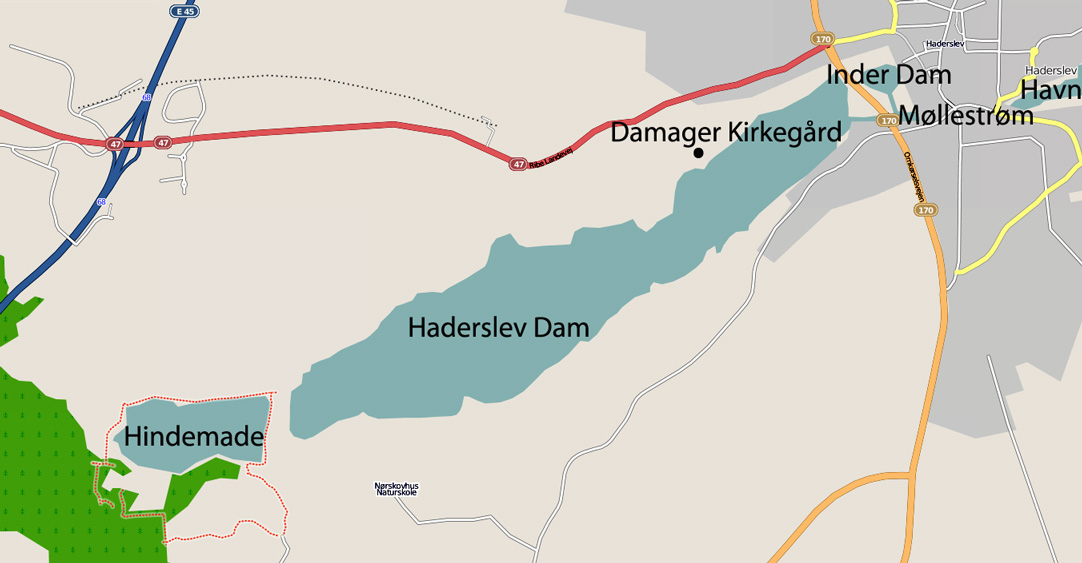
Karta över Haderslev Dam

Haderslev Dam är en sjö i Danmark.   Den ligger strax väster om Haderslev  i Region Syddanmark, i den södra delen av landet, 200 km väster om Köpenhamn. Arean är 2,7 kvadratkilometer. Trakten runt Haderslev Dam består till största delen av jordbruksmark. Den sträcker sig 2,4 kilometer i nord-sydlig riktning, och 3,8 kilometer i öst-västlig riktning. Haderslev Dam avvattnas genom Møllestrømmen till Haderslev Fjord. 
På en udde i sjön finns  ett monument över olyckan, 8 juli 1959, då 57 personer miste livet när en utflyktsbåt förolyckades. 

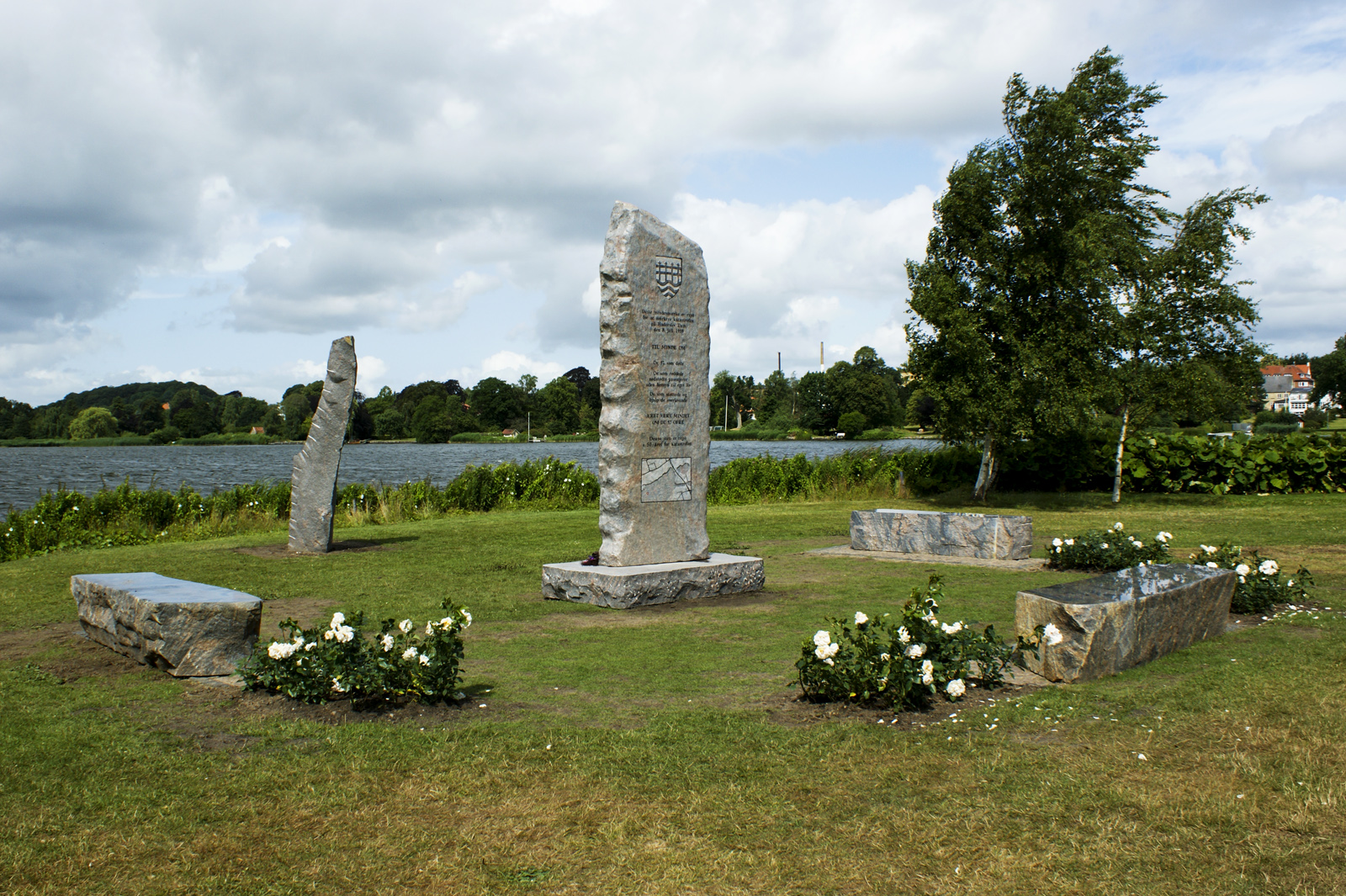
Monumentet vid Haderslev Dam

Sydväst om Haderslev Dam ligger skogen Pamhule Skov.